# Podniebienie (architektura)
Podniebienie – widoczna z dołu (z wnętrza pomieszczenia) powierzchnia sklepienia. 
Podniebienie pokryte jest tynkiem, zdobione technikami malarskimi (freskami, polichromią) lub sztukaterią. Podniebieniem nazywana jest również dolna powierzchnia biegu schodów.